# Puerto Princesa International Airport
Puerto Princesa International Airport is een vliegveld in de Filipijnse provincie Palawan op het gelijknamige eiland. De luchthaven ligt binnen de provinciehoofdstad Puerto Princesa, even ten oosten van het centrum. Het is door de Civil Aviation Authority of the Philippines ingedeeld als internationaal vliegveld, hoewel het weinig buitenlandse bestemmingen kende in de afgelopen jaren. Het vliegveld werd de afgelopen jaren - zoals andere vliegvelden in het zuiden van het land - tevens gebruikt door het Amerikaanse leger.
In 2010 werden 6.754 vluchtbewegingen uitgevoerd van en naar Puerto Princesa International Airport. Er werden 727.597 passagiers en 8285 ton vracht vervoerd.
De landingsbaan wordt gedeeld met Bautista Air Base, een luchtbasis van de Filipijnse luchtmacht. Nadat het vliegveld een renovatie en herindeling onderging, opende de basis in maart 1975. Hij werd vernoemd naar Antonio Bautista, een F-86-piloot die omkwam tijdens een operatie tegen moslimrebellen in 1974. Bautista Air Base is het dichtstbijzijnde punt van waaruit het leger de betwiste Spratly-eilanden in de gaten houdt.

## Luchtvaartmaatschappijen en bestemmingen
De volgende luchtvaartmaatschappijen vliegen op Puerto Princesa International Airport (situatie november 2011):
- Airphil Express - Busuanga, Manilla
- Cebu Pacific - Cebu, Manilla
- Philippine Airlines - Manilla
- Zest Airways - Manilla
- Air Asia - Singapore, Kuala Lumpur